# Зомбки
Зомбки (пол. Ząbki) — город в Польше, входит в Мазовецкое воеводство, Воломинский повят. Имеет статус городской гмины. Занимает площадь 11,13 км². Население 30 879 человек (на 2012 год).

## История
Первичное название города было Воля Зомбкова, однако сама история поселение началась ещё в XVI веке. Исторические источники упоминают что королевская деревня Воля Зомбкова находилась на песчаном болотистом грунте. Проживало тут 15 крестьян, которые отрабатывали на фольварке Брудно 3 дня в неделю «панщины», отдавали десятину и имели ряд других повинностей.
В 1580 году Воля Зомбкова изменила название на Зомбки. Владела Зомбками семья Платеров. В 1635 году Зомбки были затоплены, вследствие большого полноводья Вислы.
Условия для жизни в Зомбках улучшились в XVII и XVIII веках. Связаны эти изменения были с близостью и большим быстрым развитием Варшавы в те годы. В 1795 году, в результате третьего перераспределения земель Польши, Зомбки стали частью Пруссии.
Дальнейшее развитие города припадает на первую половину XIX века. Улучшилась в это время и коммуникация транспорта с Варшавой. Согласно данным 1827 года, Зомбки насчитывали 36 домов и 206 жителей. В 80-х годах XIX века, численность населения возросла до 600 человек. Зомбки в то время входили в состав земель семьи Роникеров. Во время ноябрьского восстания на территории Зомбек находились многочисленные военные подразделения под руководством генерала Йозефа Хлопицкего. Зомбки также были тылом для битвы при Ольшинке Гроховской. Место битвы увековечено памятником.
В 1918 году было закончено строительство первого деревянного костёла в Зомбках, а также создана парафия.
В 1920 году, во время столкновений с большевиками на территории Зомбек был создан госпиталь для раненных, участников битвы под Осовом.
В 1967 Зомбки получили статус города.

## Демография
Зомбки являются самым быстрорастущим городом Польши. В связи с близостью столицы и пока относительно недорогой в сравнении с Варшавой недвижимостью город из года в год радует приростом населения, а в связи с этим улучшается и его инфраструктура.

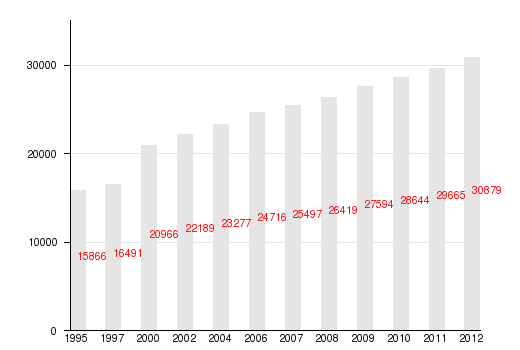
Население Зомбек за последние годы